# Malý Malahov
Malý Malahov je malá vesnice, část obce Puclice v okrese Domažlice v Plzeňském kraji. Nachází se dva kilometry severozápadně od Puclic. Je zde evidováno 20 adres. V roce 2011 zde trvale žilo 43 obyvatel.
Malý Malahov je také název katastrálního území o rozloze 4,42 km².

## Historie
První písemná zmínka o vesnici pochází z roku 1379.

## Obyvatelstvo
| Rok            | 1869 | 1880 | 1890 | 1900 | 1910 | 1921 | 1930 | 1950 | 1961 | 1970 | 1980 | 1991 | 2001 | 2011 | 2021 |
| -------------- | ---- | ---- | ---- | ---- | ---- | ---- | ---- | ---- | ---- | ---- | ---- | ---- | ---- | ---- | ---- |
| Počet obyvatel | 115  | 120  | 120  | 142  | 155  | 146  | 150  | 75   | 69   | 71   | 68   | 51   | 41   | 43   | 60   |
| Počet domů     | 22   | 22   | 23   | 24   | 24   | 25   | 25   | 24   | 24   | 16   | 16   | 16   | 16   | 17   | 18   |

## Obecní správa
Při sčítání lidu v letech 1850–1920 Malý Malahov byl osadou obce Doubrava v okrese Horšův Týn. V letech 1921–1959 byl samostatnou obcí v okrese Horšovský Týn. Od roku 1960 je částí obce Puclice v okrese Domažlice.

## Pamětihodnosti
- Kříž při silnici

## Další fotografie

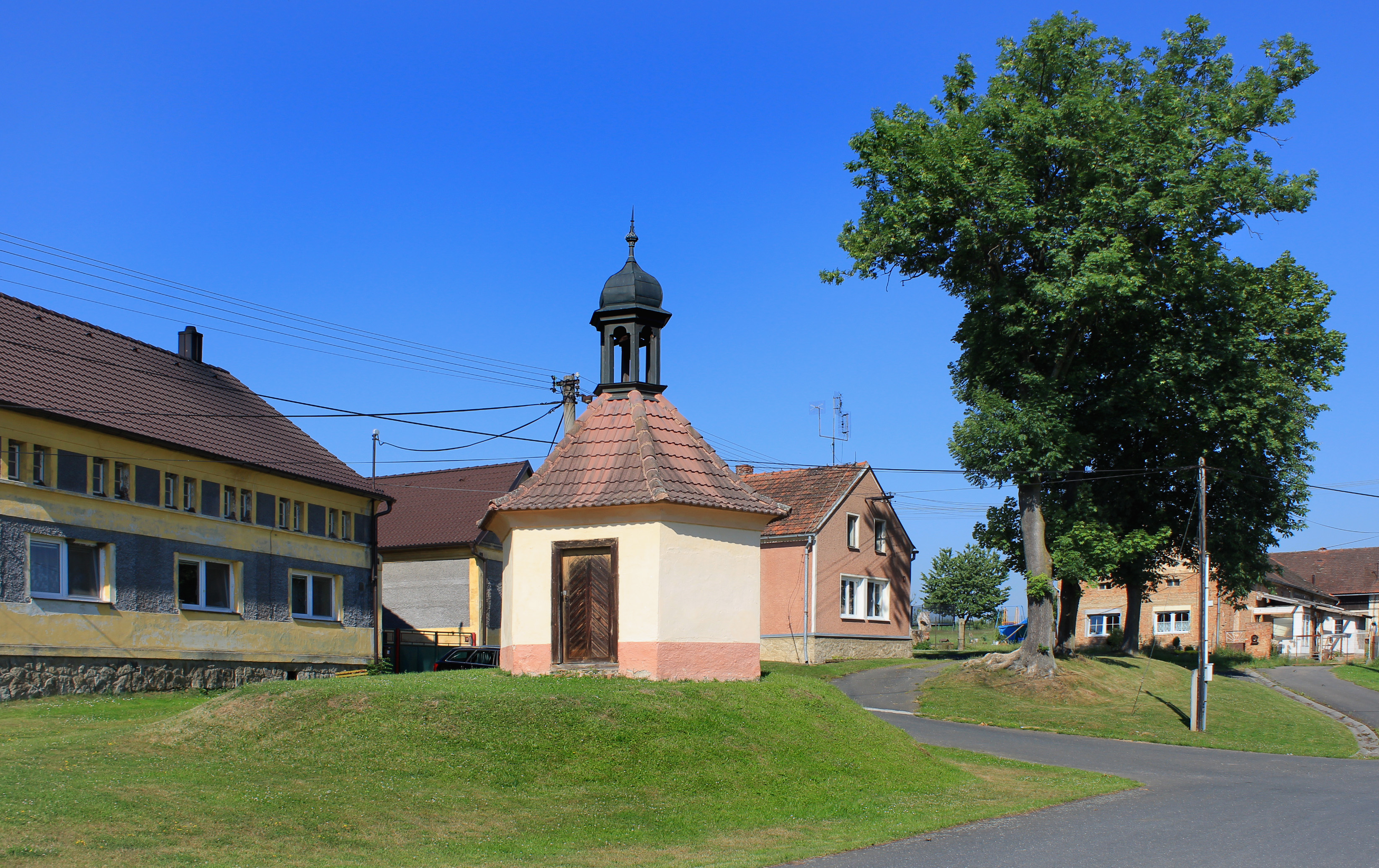
Kaple na návsi
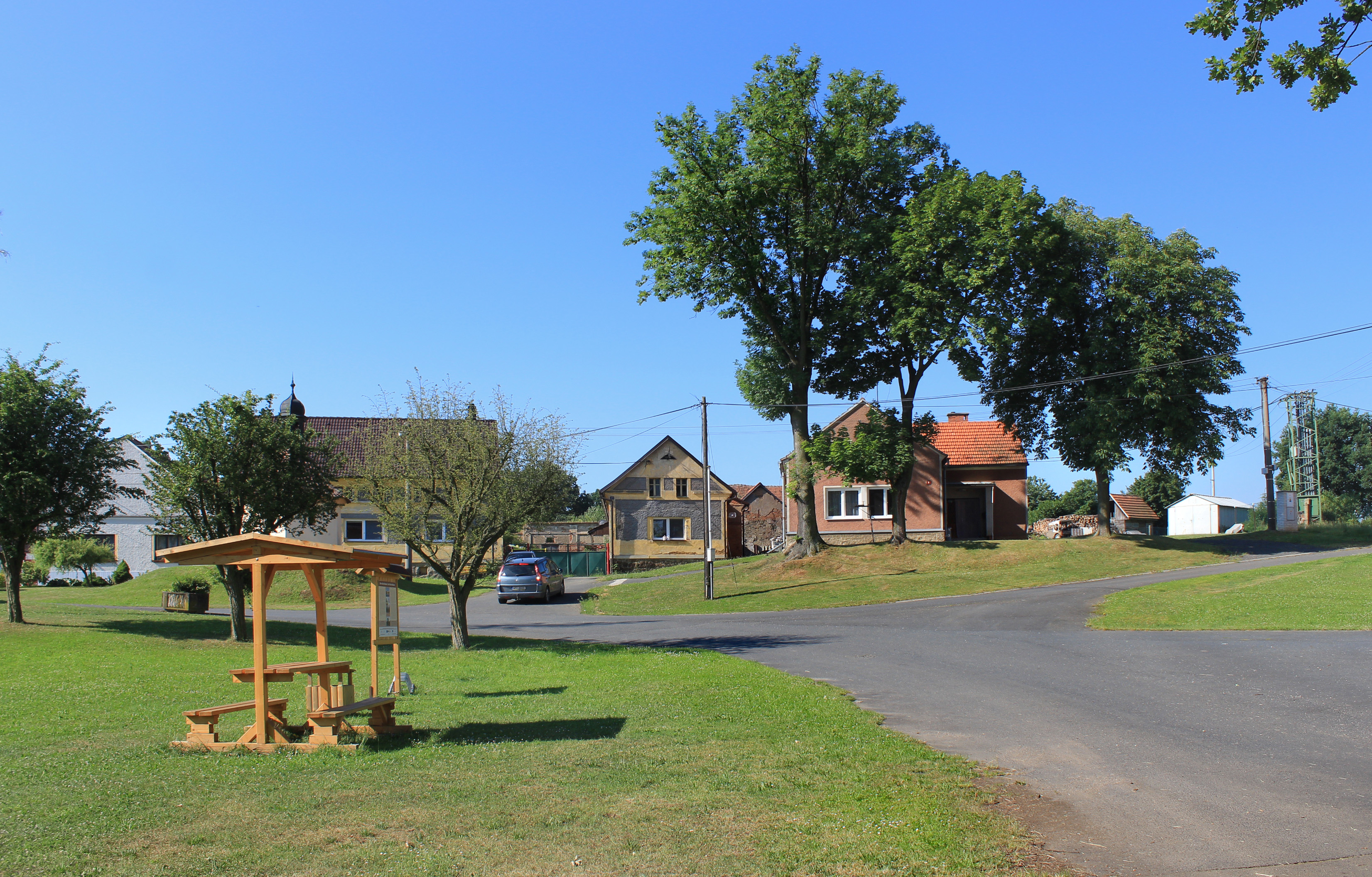
Náves s posezením
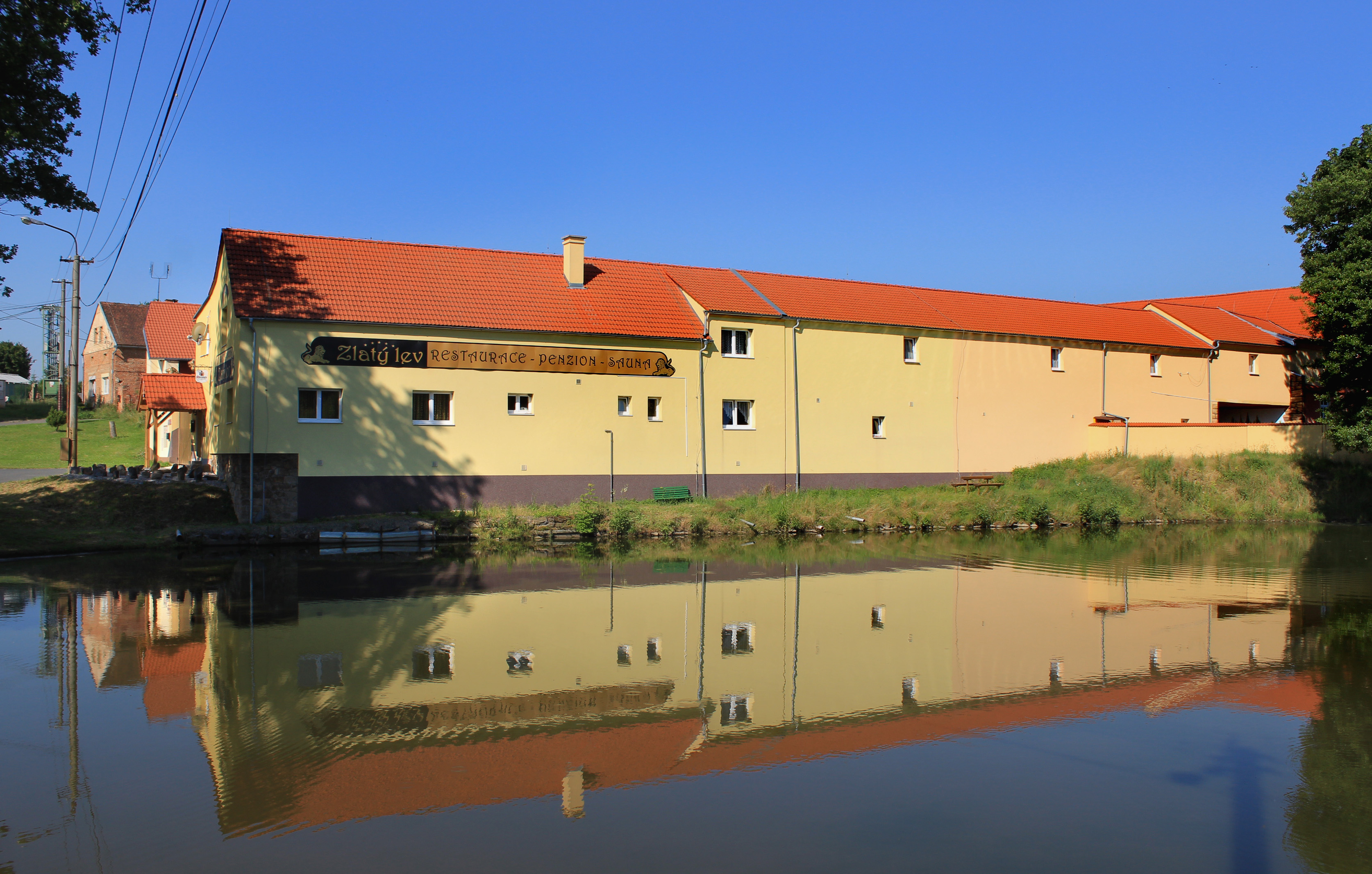
Přestavěný hospodářský dvůr
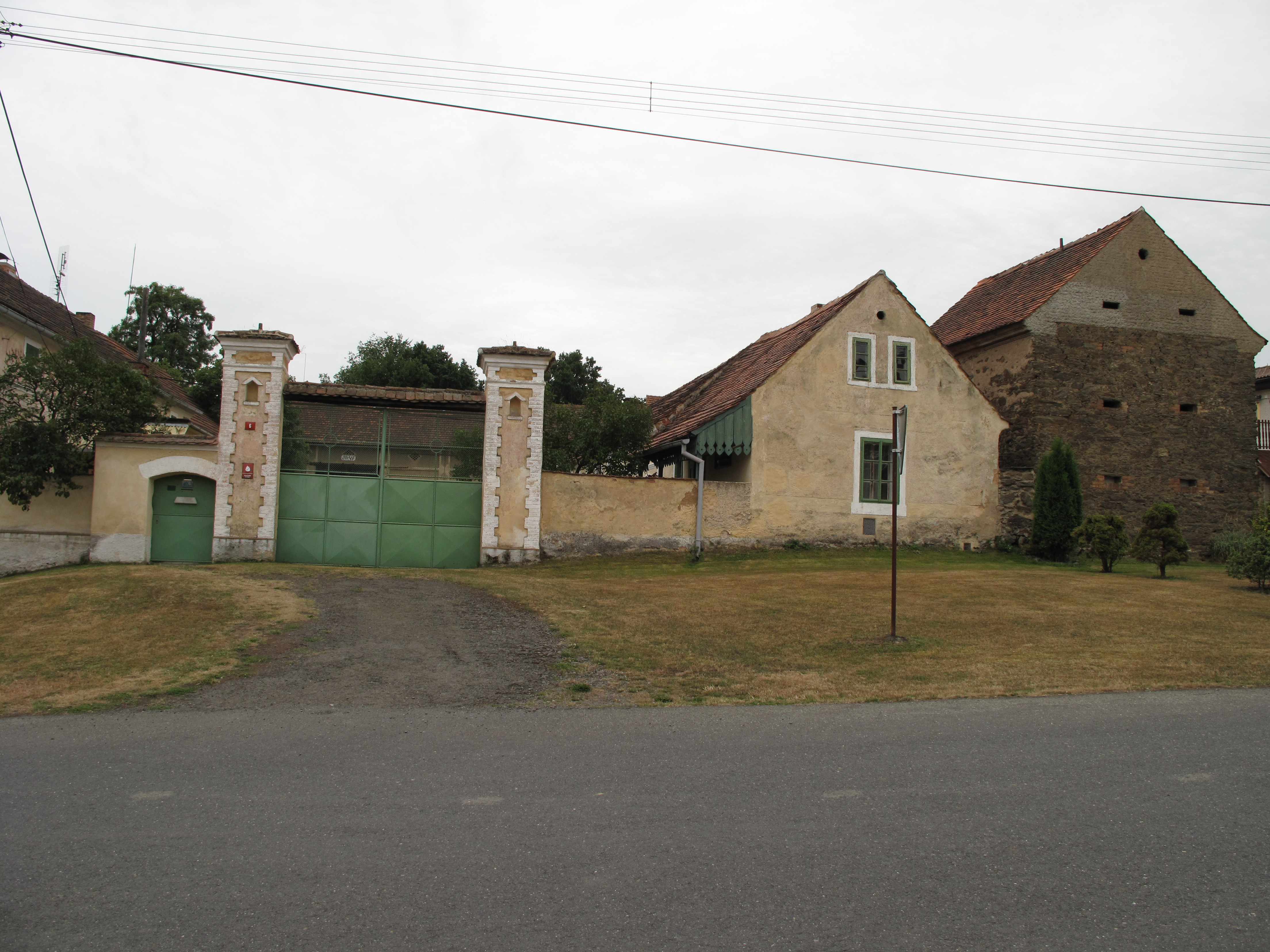
Statek